# Base canónica

Cada vector a en tres dimensiones es una combinación lineal de los vectores que forman la base canónica i, j y k.

En álgebra lineal, la base canónica o base usual del espacio vectorial {\displaystyle \mathbb {K} ^{n}} sobre un cuerpo {\displaystyle \mathbb {K} } es el conjunto de los {\displaystyle n} vectores cuya única coordenada distinta de cero vale 1. Es decir, consta en el siguiente orden de los vectores:
{\displaystyle {\mathcal {B}}=\{(1,0,\dots ,0),(0,1,\dots ,0),\dots ,(0,0,\dots ,1)\}.}
Cuando el cuerpo base es {\displaystyle \mathbb {R} } o {\displaystyle \mathbb {C} }, se trata de una base ortonormal para el producto escalar usual.
Como ejemplo en {\displaystyle \mathbb {R} ^{3}}, la base canónica es {\displaystyle {\mathcal {B}}=\{{\textbf {i}},{\textbf {j}},{\textbf {k}}\}}, donde {\displaystyle {\textbf {i}}=(1,0,0)}, {\displaystyle {\textbf {j}}=(0,1,0)} y {\displaystyle {\textbf {k}}=(0,0,1)}. Un vector cualquiera {\displaystyle \mathbf {v} =(x,y,z)\in \mathbb {R} ^{3}} se representa de forma única a través de una combinación lineal de los vectores básicos: 
{\displaystyle {\textbf {v}}=x\mathbf {i} +y\mathbf {j} +z\mathbf {k} }
Por ejemplo:
{\displaystyle (-1,5,3)=-\mathbf {i} +5\mathbf {j} +3\mathbf {k} }

## Plano y espacio euclídeos
El plano vectorial {\displaystyle \mathbb {R} ^{2}} y el espacio {\displaystyle \mathbb {R} ^{3}} se construyen ambos como el producto cartesiano de copias de la recta real:
{\displaystyle \mathbb {R} ^{2}=\mathbb {R} \times \mathbb {R} }.
{\displaystyle \mathbb {R} ^{3}=\mathbb {R} \times \mathbb {R} \times \mathbb {R} }.
Por lo tanto, los vectores del plano se representan mediante dos componentes: {\displaystyle \mathbf {v} =(a,b)}. Si se dibujan los ejes cartesianos, entonces {\displaystyle a} indica el desplazamiento en el eje {\displaystyle X} necesario para dibujar el vector {\displaystyle \mathbf {v} }, mientras que {\displaystyle b} es el desplazamiento en el eje {\displaystyle Y}.
En otras palabras, si se ponen {\displaystyle a} copias del vector {\displaystyle \mathbf {i} =(1,0)} seguidas por {\displaystyle b} copias del vector {\displaystyle \mathbf {j} =(0,1)}, colocadas de acuerdo con la regla geométrica de la suma de vectores, el vector suma obtenido es precisamente {\displaystyle \mathbf {v} }. Exactamente lo mismo ocurre en el espacio, donde {\displaystyle \mathbf {v} =(a,b,c)} y la {\displaystyle c} representa el desplazamiento en el eje {\displaystyle Z}, o el número de copias de {\displaystyle \mathbf {k} =(0,0,1)} necesarias.
Las componentes {\displaystyle a}, {\displaystyle b} y {\displaystyle c} coinciden con las proyecciones ortogonales de {\displaystyle \mathbf {v} } respecto de los ejes {\displaystyle X}, {\displaystyle Y}, {\displaystyle Z}, respectivamente.
La base canónica además de generar el espacio vectorial, le induce su producto escalar usual, y por ende su norma euclídea, que mide la distancia de un vector al cero en línea recta, considerando a los vectores de la base usual como ortogonales y unitarios. Como se toman de referencia en dichas definiciones, los vectores i , j y  k forman una base ortonormal (son ortogonales y unitarios). Sin embargo, esta propiedad no caracteriza a la base canónica. Otra base ortonormal del espacio viene dada por:
{\displaystyle \{({\frac {\sqrt {3}}{2}},{\frac {1}{2}},0),(-{\frac {1}{2}},{\frac {\sqrt {3}}{2}},0),(0,0,1)\},}
que incluso tiene la misma orientación que la usual. No obstante, la base usual es la más sencilla posible con estas propiedades.
Esta misma construcción se generaliza a espacios de dimensión arbitraria.

### Ejemplo

Cada vector a en tres dimensiones es una combinación lineal de los vectores que forman la base canónica i, j y k.

Observando la figura, el sistema de coordenadas está formado por las rectas: {\displaystyle {\color {BlueViolet}{\mbox{x (eje de abscisas)}}}} , {\displaystyle {\color {Red}{\mbox{y (eje de ordenadas)}}}} y {\displaystyle {\color {PineGreen}{\mbox{z (eje de cotas)}}}}.
Los vectores directores de cada una de las rectas de los ejes de coordenadas que conforman la base canónica son: {\displaystyle {\color {BlueViolet}{\mbox{i}}}}, {\displaystyle {\color {Red}{\mbox{j}}}} y {\displaystyle {\color {PineGreen}{\mbox{k}}}}.
El vector {\displaystyle \mathbf {a} _{x}} es generado por {\displaystyle \mathbf {\color {BlueViolet}{\mbox{i}}} } de tal forma que es λ veces mayor que este.
El vector {\displaystyle \mathbf {a} _{y}} es generado por {\displaystyle \mathbf {\color {Red}{\mbox{j}}} } de tal forma que es μ veces mayor que este.
El vector {\displaystyle \mathbf {a} _{z}} es generado por {\displaystyle \mathbf {\color {PineGreen}{\mbox{k}}} } de tal forma que es ν veces mayor que este.
Por lo tanto, se verifican las siguientes igualdades:
{\displaystyle a_{x}=\lambda \,}
{\displaystyle a_{y}=\mu \,}
{\displaystyle a_{z}=\nu \,}
{\displaystyle \mathbf {a} =(a_{x},a_{y},a_{z})=\lambda \mathbf {i} +\mu \mathbf {j} +\nu \mathbf {k} =\lambda (1,0,0)+\mu (0,1,0)+\nu (0,0,1)=(\lambda ,0,0)+(0,\mu ,0)+(0,0,\nu )=(\lambda ,\mu ,\nu )}.

## Generalización
Para cualquier anillo (unitario) {\displaystyle R} y conjunto {\displaystyle I}, se define el módulo libre {\displaystyle R^{(I)}} como el conjunto de todas las aplicaciones {\displaystyle f:I\to R} de soporte finito. Si para cada {\displaystyle i\in I} definimos el vector básico
{\displaystyle \mathbf {e} _{i}(j)=\delta _{ij}},
donde {\displaystyle \delta } representa a la delta de Kronecker, entonces la familia
{\displaystyle \{\mathbf {e} _{i}\ :\ i\in I\}}
forma una base del módulo {\displaystyle R^{(I)}}. Se recupera el concepto de base canónica cuando {\displaystyle R} es un cuerpo e {\displaystyle I=\{1,\dots ,n\}.}